# Hilara cavernicola
Hilara cavernicola är en tvåvingeart som beskrevs av Axel Leonard Melander 1945. Hilara cavernicola ingår i släktet Hilara och familjen dansflugor.
Artens utbredningsområde är Washington. Inga underarter finns listade i Catalogue of Life.